# Marcia Frederick
Pour les articles homonymes, voir Frederick.
Marcia Frederick, née le 4 janvier 1963 à Springfield, est une gymnaste artistique américaine.

## Palmarès

### Championnats du monde
- Strasbourg 1978
  -  médaille d'or aux barres asymétriques